# Giovanni Giorgi
Pour les articles homonymes, voir Giovanni Giorgi (homonymie) et Giorgi.
Giovanni Giorgi est un prêtre et compositeur italien mort à Lisbonne en 1762.

## Biographie
On sait peu de choses de la vie du compositeur Giovanni Giorgi. Sa date de naissance est inconnue mais on suppose qu'il est originaire de Venise ou de Vénétie. 
Il fut probablement l'élève d'Antonio Lotti et on peut supposer qu'il a suivi une formation à la Cappella Ducale de San Marco à Venise.
En 1719, il occupe le poste de maître de chapelle à la basilique Saint-Jean-de-Latran à Rome où il succède à Giuseppe Ottavio Pitoni.
IL y écrit une musique pour les besoins de la liturgie, comme des offertoires ou des motets. 
En 1725, il quitte Rome pour aller à la Cour de Lisbonne comme compositeur et pédagogue.
Il décède à Lisbonne en 1762,.

## Œuvre
La production musicale de Giorgi est principalement conservée dans les archives de la basilique Sainte-Marie-Majeure et de la basilique Saint-Jean-de-Latran, à Rome, et dans les archives de la cathédrale Sainte-Marie-Majeure de Lisbonne où elle a échappé aux destructions causées par le séisme de 1755 à Lisbonne.
Giorgi a écrit presque exclusivement de la musique liturgique, tel l'offertoire.
Bien qu'appartenant à la période de transition entre le style baroque et le style préclassique, sa musique a conservé de nombreuses caractéristiques archaïques de la polyphonie de la Renaissance.
La découverte de sa musique a été un véritable coup de foudre pour le chef argentin Leonardo García-Alarcón, qui le considère comme le Bach italien.

## Discographie sélective
- 2008 : Roma Triumphans par le Studio de musique ancienne de Montréal sous la direction de Christopher Jackson
- 2011 : Ave Maria par le Chœur de chambre de Namur sous la direction de Leonardo García-Alarcón